# グラツィアーノ・ペッレ
グラツィアーノ・ペッレ（Graziano Pellè、1985年7月15日 - ）は、イタリア・プッリャ州サン・チェザーリオ・ディ・レッチェ出身の元サッカー選手。元イタリア代表。ポジションはフォワード。

## クラブ経歴

### USレッチェ
2001年からUSレッチェのユースチームでキャリアをスタートさせ、2004年にトップチームに昇格。1月11日、ボローニャFC戦でセリエAデビューを果たし、このシーズン2試合に出場している。ペッレは2005年1月、セリエB カルチョ・カターニアにレンタル移籍したが15試合無得点。レッチェに戻った2005-06シーズン前半も公式戦10試合でゴールを決める事はできず、冬にはFCクロトーネにレンタル移籍し17試合で5得点。2006年の夏にはACチェゼーナにレンタル移籍し37試合で10得点を記録し、2007年夏にオランダで行われたUEFA U-21欧州選手権に出場するイタリア代表チームに招集されている。同大会で合計8試合に出場し、大会ベスト4の成績を修めた。同年、ペッレにとっての「世界最高の監督」であるルイ・ファン・ハールが監督を務めていたAZアルクマールと、5年間の契約を結んだ。

### AZアルクマール

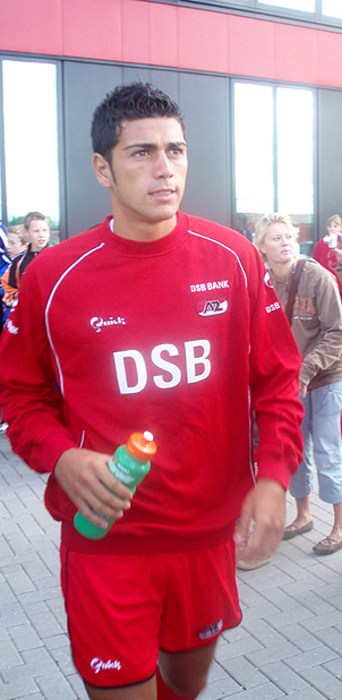
AZ時代のペッレ

前年好成績を残していたAZで高額の移籍金が支払われたペッレへの期待は高かったが、2007-08シーズンにペッレがその期待に応える事は無かった。決定力の無さに苦しみ、運も無かった前線の中で、特にペッレとアリのゴール数の少なさは大きな批判を浴びたが、自身の去就も危うくなったファン・ハールはペッレへの信頼を変えることなく起用を続けた。
2008-09プレシーズンと最初の試合をペッレはオリンピック参加のために欠場した。ファン・ハールは当初ムニル・エル・ハムダウィとムサ・デンベレを起用していたが、FW陣に怪我が続いた事でペッレにチャンスが訪れる。ペッレは力強いプレーを見せ、テクニック、戦術理解とパス能力でチームメイトのゴールを助け、彼自身はゴール至近距離での決定的チャンスを幾度となくポストに当てて得点数を伸ばす事はできなかったが、AZで彼の能力を疑う者はいなくなった。
2009年10月にメインスポンサーであるDSB銀行の倒産によりAZは高額サラリーを支払っていたペッレの売却を希望した。2010-11シーズンにはヨーロッパリーグの選手登録を外され、国内でもヘルトヤン・フェルベーク監督がコルベイン・シグソールソンとジョナタスを優先したため控えに甘んじたペッレの18試合6得点の内5得点が途中出場でのゴールだった。このシーズン、ペッレの1ゴール当たりのプレー時間は121分で、エールディヴィジのセンターFWの時間当たりのゴール率ではジョナタン・レイス (PSV)とドミトリ・ブリキン (ADOデン・ハーグ)に続く6位だった。
ゴールを決められるストライカーへと変貌した元イタリア・ユース代表はイタリアのパルマFCやスペインのレアル・サラゴサの関心を呼び、2011年1月29日に移籍金150万ユーロでシーズン後にパルマFCへ移籍し、5年契約を結んだ。記録的金額で移籍したAZでは2007年から2011年で計リーグ戦78試合出場14得点という数字を残すに留まった。「思うように力を見せられなかった」とペッレはインタビューでAZ時代を振り返っている。

### イタリア復帰
パルマではスタメンをつかむことはできず、冬にUCサンプドリアにレンタルされ、そこでも12試合4ゴールという成績だった。2012年夏にクラブがアマウリを高額で獲得した事でペッレの出場機会の望みはほとんど無くなり、ロベルト・ドナドーニ監督は2012-13シーズンも彼をレンタルに出す事を決定。

### フェイエノールト
2012年夏にバカンス先のスペインのビーチでたまたまペッレが当時フェイエノールトの監督だったロナルド・クーマンの息子の友人と出会ったことがきっかけでオランダ復帰を求めていたペッレと、ボールをキープできるヘディングの強いストライカーを捜していたフェイエノールトの希望が合致し、移籍期間最終日に1年間のレンタルで移籍した。
こうして2012-13シーズンを当初レンタル契約でフェイエノールトに加入したペッレはAZ時代の元監督、ロナルド・クーマンと再会。背番号19番を付け、フェイエノールト史上最初のイタリア人選手となったペッレはヨン・グイデッティの後継者という厳しい仕事を任される事になった。しかしクーマンはペッレがチームにとって重要な役割を果たすと予測、「15得点は確実に決められるはず」と高いバーを設置した。AZ時代の数字を考えればあまりに高い期待と思われたが、ペッレはすぐに好プレーとゴールという結果を出して懐疑論者たちを驚かせた。
2012年9月15日のPECズヴォレ戦でリーグ戦にデビューし、9月29日のNECナイメヘン戦でフェイエノールトでの初ゴールを含む2得点を挙げた。10月28日のデ・クラシケル(2-2)での驚愕すべき美しいゴールによってペッレはヘット・レヒューンの間で不滅の存在となった。11月11日のローダJC戦では試合開始わずか20秒でゴールを決め、2007年12月2日のロイ・マカーイのヘラクレス・アルメロ戦での18秒に次ぐ、フェイエノールト史上最速得点者の一人として歴史に名を刻んだ。12月19日、PK戦にもつれ込んだSCヘーレンフェーンとのKNVBカップでPK戦キッカーの一人として臨んだペッレはパネンカ（チップキック）を決め、フェイエノールトは6-7でこの試合を勝利した。2012-13シーズン、フェイエノールトはペッレの手によって急激にリーグタイトルの大きな候補と見なされるようになり、ペッレ本人もイタリアのフェノメーンと呼ばれるようになった。フットボール・インターナショナルによってペッレは第10節、第24節、第26節の週間最優秀選手に選ばれている。
エールディヴィジで2012-13シーズン前半を大きな成功と共に終えると、2013年1月、移籍金200万ユーロ超でフェイエノールトに完全移籍、新たに4年契約を結んだ。チームは最終的に3位でシーズンを終え、ペッレは計27ゴールを記録しアルヘメーン・ダッハブラッド、フットボール・インターナショナル、NUsportの各紙によって年間最優秀選手に選ばれている。
2013年夏にドバイのクラブへ移籍して年間350万ユーロのサラリーを得ることもできたが、結局残留したフェイエノールト2年目の2013-14シーズンも序盤から得点を量産した。すでにピッチ上での明らかなリーダーだったが、9月29日のADOデン・ハーグ戦から遂にキャプテンに就任、この試合でハットトリックを達成している。 2013年10月にはフェイエノールト博物館にペッレのコーナーが設置された。

### サウサンプトンFC
2014年7月12日、恩師ロナルド・クーマンが監督に就任したプレミアリーグのサウサンプトンFCへ移籍。契約期間は3年。

### 山東魯能
2016年7月11日、中国スーパーリーグの山東魯能へ移籍することが発表された。移籍金は非公表だが、1200万ポンドまたは1300万ポンドほどだと報じられた。年俸は1360万ポンドになる見込みだと、『Dailymail』が伝えた。これはサッカー界において、世界で5番目に高いものになると報じられた。『フットボール・イタリア』によれば2年半の契約（2018年12月30日まで）で、ペッレは総額4000万ユーロを手にすることになる。背番号は7番に決まった。

### パルマ
2021年2月5日、パルマ・カルチョ1913に6月までの契約で加入した。

## 代表歴
イタリア代表として2005 FIFAワールドユース選手権に出場し4ゴールを記録した。UEFA U-21欧州選手権2007にも出場した。
2014年10月にイタリアA代表に初招集されると、代表デビューとなった10月13日のUEFA EURO 2016予選、マルタ戦で代表初得点となる決勝ゴールを挙げた。
UEFA EURO 2016ではエデルと2トップを組み、自身もグループリーグ初戦のベルギー戦、決勝トーナメント1回戦のスペイン戦でともに後半アディショナルタイムにダメ押しのボレーゴールを挙げるなどイタリアのベスト8進出に貢献。しかし準々決勝のドイツ戦のPK戦では、イタリアが2-1でリードして迎えた4人目のキッカーとして失敗。結果的にチームも敗退した。この際にドイツのゴールキーパー、マヌエル・ノイアーに対して行なったチップキックを示唆する挑発的なジェスチャー、その後の枠外への力無いシュートがファンや解説者から批判を浴びた。
2016年10月7日、ワールドカップ欧州予選のスペイン戦にて、途中交代を命じられた際に不満を示しヴェントゥーラ監督との握手を拒否したことで、所属する山東へ強制送還された。ペッレは自身のInstagramで過ちを認め、謝罪している。

## プレースタイル、評価
ペッレはフィジカルが強い選手として知られている。ゴールと相手選手に対して背を向け、前線の起点としての役割を担う事が多い。フィジカルの強さを活かし、DFに囲まれながらボールをキープしてチームメイトと連携を行うことができる。さらにボールキープ能力に優れ、ほとんどボールを失わない。193cmの身長によってヘディングの競り合いにもほとんど勝つなど空中戦にも強い。ヘディングでの繋ぎとスルーパスによって下がった位置からチームメイトの得点チャンスを演出する事もできる。得点数だけを見て批判する者はいるが、常に有利な位置にいる味方を探すプレースタイルによって、自ら決める得点以上に多くの得点に絡んでいる。
ペッレはイタリア人ストライカーとしては非典型的タイプであり、多才さの割りに多くのイタリア人トップストライカーが備えるゴールへの本物の衝動を持っていない。そのためにカテナチオをベースとした守備的スタイルのチームでペッレが機能する事は無い。セリアAとセリエBでの出場機会とゴール数の少なさはこれに起因すると思われる。オランダに来て以来、ルイ・ファン・ハール、ロナルド・クーマン、ディック・アドフォカート、ヘルトヤン・フェルベークという監督たちの指導を受け、オランダのフットボール・スクールでトータルフットボールを学び、そのスタイルを身につけた事でペッレは本来の多才さも相まってオランダで成功できたと言える。
ペッレのキャラクターについては、フェイエノールトでのチームメイトのヨリス・マタイセンが「ペッレは多くのゴールを決めるだけではなくリーダータイプでもある。彼がハッキリと意見を言うのは、グループにとって重要なこと。時々ジェスチャーが出過ぎるけど、それもイタリア人の典型。彼はスター気取りしない素晴らしい人間。フェイエノールトのクリスティアーノ・ロナウドにもなれるだろうけど、振る舞いはとてもノーマルだ」と語っている。
2013年にアヤックスの監督フランク・デ・ブールは「2007年にルイ・ファン・ハールに、彼が大きなクオリティを持つストライカーだと言ったのを覚えている。まさに我々が当時求めていたターゲットマンだった」と獲得の可能性があったことを示唆。「ペナルティエリア内でのヘディングの強さがあり、起点になれ、フットボール面も上達し始めている」とフェイエノールトで大きく成長したペッレを賞讃した。

## エピソード
- 社交ダンスの講師をしている母の影響で、幼い頃はサッカーと社交ダンスを両立しており、11歳の時には姉とともに出場したラテンダンスの全国大会で優勝している[36]。レッチェのユース時代のコーチであるロベルト・リッツォは、ダンスで培った柔軟さと狭いスペースでの動きがサッカーにも生かされていると分析した[36]。

- 高い女性人気を持つが、2013年9月には新学期が始まるロッテルダムの小学生男子の間でヘアスタイルが大流行。60年代を思わせるその独特のヘアスタイルについてペッレは「見た目だけでなく、当時の選手たちはお互いにリスペクトを払っていた。その考えを自分の頭で広めたいんだ。好青年と見られるだけでなく、行動もそうでありたい。僕のヘアスタイルを真似るみんなもそうしてくれることを願っているよ」と語っている[37]。

- ペッレがフェイエノールトで活躍していた2012-2013シーズン終盤、オランダのフットボールファンの間では「(イタリア代表の構想に全く入らない)ペッレを(当時ファン・ハールが代表監督を務めていた)オランイェに！」というジョークが流行[38][39]、ペッレ自身はそのジョークに対しては笑うだけだったが、2013-14シーズンフェイエノールトの最後のトレーニングで、オランダ代表でワールドカップに参加するチームメイトを応援するために自らの名前の入ったオランダ代表のシャツを着用。「僕がシャツを着るのは面白いこと。フットボールの分野では僕は半分オランダ人になっているからね」と語っている[40]。

- UEFA EURO 2016のベルギー戦（2-0勝利）で、EURO初出場および初得点を決めた試合後、「僕を支えてくれた人たちに感謝せずにはいられない。家族、そしてフェイエノールトとクーマン氏にね。フェイエノールトは僕のもう一つの人生の始まりだった」とキャリアの分岐点になった古巣とチャンスをくれた監督への思いを語っている[41]。

- 2016年6月27日の欧州選手権ノックアウトラウンドでスペインを自らのゴールを含む2-0で破った試合後には「AZとフェイエノールトにとても感謝している。エールディヴィジと、そして僕に多くの愛情を示してくれたオランダのみんなにもね。僕はルイ・ファン・ハール、ディック・アドフォカート、ロナルド・クーマンという素晴らしい監督たちに会えた。僕はオランダで成長して自分の限界を広げられたんだ」とオランダへの思いを語った[42]。

- 2016年6月のDe Telegraafのインタビューで「気分が落ちた時にはデ・カイプでルベン・スハーケンのクロスからゴールを決めている動画をYouTubeで見る。彼の僕の頭へのボールの合わせ方はいつも素晴らしかったし、ゴール後のデ・カイプの歓声の爆発ぶりを見るとすぐに気分が良くなるんだ」と語っている[43]。

## 代表歴

### 出場大会
- U-20イタリア代表
  - 2005年 - 2005 FIFAワールドユース選手権（ベスト8）
- U-21イタリア代表
  - 2007年 - UEFA U-21欧州選手権2007（5位）
- イタリア代表
  - 2016年 - UEFA EURO 2016（ベスト8）

### 試合数
国際Aマッチ 20試合 9得点（2014年 - 2016年）
| イタリア代表 | 国際Aマッチ | 国際Aマッチ |
| 年           | 出場        | 得点        |
| ------------ | ----------- | ----------- |
| 2014         | 2           | 1           |
| 2015         | 8           | 3           |
| 2016         | 10          | 5           |
| 通算         | 20          | 9           |

### ゴール
| #  | 開催年月日     | 開催地                                                   | 対戦国         | スコア | 結果 | 試合概要                                |
| -- | -------------- | -------------------------------------------------------- | -------------- | ------ | ---- | --------------------------------------- |
| 1. | 2014年10月13日 | マルタ、イムディーナ、タ・アーリ・スタジアム             | マルタ         | 1-0    | 1-0  | UEFA EURO 2016予選                      |
| 2. | 2015年03月31日 | イタリア、トリノ、ユヴェントス・スタジアム               | イングランド   | 1-0    | 1-1  | 親善試合                                |
| 3. | 2015年09月03日 | イタリア、フィレンツェ、スタディオ・アルテミオ・フランキ | マルタ         | 1-0    | 1-0  | UEFA EURO 2016予選                      |
| 4. | 2015年10月13日 | イタリア、ローマ、スタディオ・オリンピコ                 | ノルウェー     | 2-1    | 2-1  | UEFA EURO 2016予選                      |
| 5. | 2016年05月29日 | マルタ、イムディーナ、タ・アーリ・スタジアム             | スコットランド | 1-0    | 1-0  | 親善試合                                |
| 6. | 2016年06月13日 | フランス、リヨン、パルク・オリンピック・リヨン           | ベルギー       | 2-0    | 2-0  | UEFA EURO 2016                          |
| 7. | 2016年06月27日 | フランス、サン＝ドニ、スタッド・ド・フランス             | スペイン       | 2-0    | 2-0  | UEFA EURO 2016                          |
| 8. | 2016年09月01日 | イタリア、バーリ、スタディオ・サン・ニコラ               | フランス       | 1-1    | 1-3  | 親善試合                                |
| 9. | 2016年09月05日 | イスラエル、ハイファ、サミー・オフェル・スタジアム       | イスラエル     | 1-0    | 3-1  | 2018 FIFAワールドカップ・ヨーロッパ予選 |

## タイトル

### クラブ
AZアルクマール
- エールディヴィジ：2008-09
- ヨハン・クライフ・スハール：2009

山東魯能泰山足球倶楽部
- 中国FAカップ：2020

### 個人
- プレミアリーグ月間最優秀選手：2014年9月[44]